# داور بلاژویچ
داور بلاژویچ (انگلیسی: Davor Blažević؛ زادهٔ ۷ فوریهٔ ۱۹۹۳) بازیکن فوتبال اهل سوئد است.
از باشگاه‌هایی که در آن بازی کرده‌است می‌توان به باشگاه فوتبال هامارابی و باشگاه فوتبال اسکیلستونا اشاره کرد.
وی همچنین در تیم‌های ملی فوتبال زیر ۱۷ سال سوئد، زیر ۱۹ سال سوئد و زیر ۲۱ سال سوئد بازی کرده‌است.